# Grigio di Billiemi

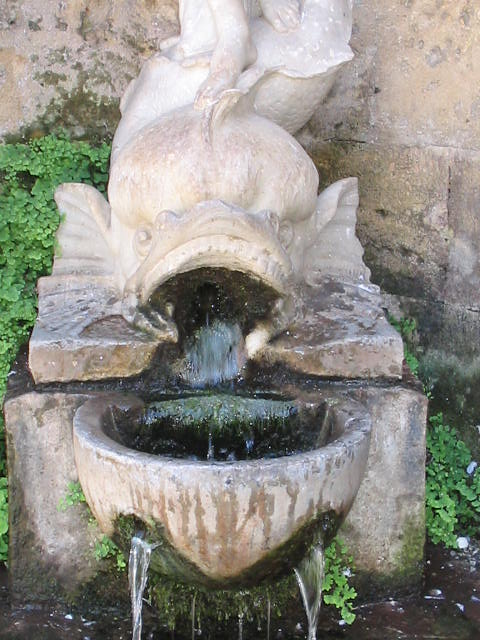
Wasserbecken aus Billiemi Marmor

Grigio di Billiemi oder Billiemi Marmor ist ein Naturwerkstein und petrografisch ein brekziöser Kalkstein aus Italien. Er wird am Monte Billiemi nordwestlich von Palermo abgebaut.

## Beschaffenheit und Gebrauch
Die Farbe des Gesteins ist dunkelgrau, manchmal mit rosafarbenen Einsprenkelungen. Er lässt sich auf Hochglanz polieren. Von sizilianischen Bildhauern und Steinmetzen wurde er umfänglich für architektonische Zwecke, oft für Säulen und andere tragende Bauwerksteile verwendet, da er in großen Rohblöcken gewonnen werden konnte. Man findet ihn in vielen bedeutenden weltlichen und sakralen Bauten Palermos, hier auch für Bodenbeläge der Straßen und in Gebäuden. Anwendungsbeispiele finden sich am Quattro Canti, an der Casa Professa oder Porta Felice.
Heute findet der Billiemi Marmor für Fliesen, Treppen, Badezimmer, Springbrunnen u. a. Verwendung.

## Geschichte
Seit 1190 gehörte das Gebiet dem Erzbischof von Palermo und wurde zwischen dem 16. und dem 18. Jahrhundert an private Besitzer zur Viehweide und Anbau von Myrte verkauft. Die Steinbrüche des Monte Billiemi wurden in älteren Dokumenten nicht erwähnt. Sie wurden wahrscheinlich im ausgehenden 17. Jahrhundert eröffnet, wie man aus den ersten Arbeiten aus Billiemi Marmor in Palermo, wie die Säulen des Klosters der Jesuiten in Palermo und die angrenzende Casa Professa (erbaut 1591–1597) oder das Eingangsportal des Hofes des Palastes der sizilianischen Adelsfamilie Valguarnera-Gangi, der 1603 errichtet wurde, schließen kann. Das älteste Dokument, in dem der Abbau des Gesteins erwähnt wird, stammt aus dem Jahr 1600. Es handelt sich um die Ausführung von acht Säulen aus Billiemi-Stein für die nunmehr nicht mehr existierende Kirche S. Lucia al Borgo extra moenia die von Pietro Serpotta in Auftrag des Vizekönigs Maqueda errichtet wurde.